# Єлизаветин
Єлизаве́тин — село в Україні, у Луцькому районі Волинської області. Входить до складу Рожищенської міської громади. Населення становить 391 осіб.

## Географія
Село розташоване на лівому березі річки Конопельки.

## Історія
У 1906 році колонія Рожиської волості Луцького повіту Волинської губернії. Відстань від повітового міста 25 верст, від волості 5. Дворів 29, мешканців 266.
12 червня 2020 року, згідно з розпорядженням Кабінету Міністрів України  № 708-р, село увійшло до складу Рожищенської міської громади.
19 липня 2020 року, в результаті адміністративно-територіальної реформи та ліквідації Рожищенського району, село увійшло до складу новоутвореного Луцького району.

## Населення
Згідно з переписом УРСР 1989 року чисельність наявного населення села становила 410 осіб, з яких 184 чоловіки та 226 жінок.
За переписом населення України 2001 року в селі мешкало 390 осіб.

### Мова
Розподіл населення за рідною мовою за даними перепису 2001 року:
| Мова       | Відсоток |
| ---------- | -------- |
| українська | 99,49 %  |
| вірменська | 0,26 %   |
| російська  | 0,26 %   |